# James Dougherty
James Dougherty (21 tháng 4 năm 1921 – 15 tháng 8 năm 2005) là một cảnh sát Mỹ, người huấn luyện đầu tiên về SWAT. Ông được biết đến nhiều với tư cách là người chồng đầu tiên của nữ diễn viên Marilyn Monroe.

## Tiểu sử
James Edward Dougherty sinh ngày 21 tháng 4 năm 1921 tại Texas, Hoa Kỳ. Ông là con thứ năm và là con cuối cùng của Edward và Ethel Dougherty (nhũ danh Beatty), người bản xứ Pueblo, Colorado. Sau khi chuyển đến Globe, Arizona, gia đình phải chịu đựng cuộc Đại suy thoái, sống trong một căn lều. Dougherty tốt nghiệp trường trung học Van Nuys năm 1938, cùng lớp với nữ diễn viên Jane Russell.
Sau khi tốt nghiệp, Dougherty từ chối học bổng thể thao của Đại học California tại Santa Barbara. Thay vào đó, ông làm việc ca đêm tại Lockheed Aircraft, gặp Norma Jean Baker. Sau khi cha mẹ nuôi chuyển đi, việc Baker trở lại trại trẻ mồ côi bị ngăn cản, khi Dougherty kết hôn với cô vào ngày 19 tháng 6 năm 1942. Cô bỏ học trung học và trở thành một bà nội trợ. Họ chuyển đến Đảo Santa Catalina , nơi Dougherty gia nhập Hải quân Thương gia và dạy về an toàn trên biển.
Vào tháng 4 năm 1944, Dougherty được đưa đến Nam Thái Bình Dương. Baker chuyển về Van Nuys, nơi cô được nhiếp ảnh gia David Conover chú ý . Sau đó, cô ký hợp đồng với công ty Blue Book Model và 20th Century Fox , công ty quy định rằng cô phải chưa kết hôn.
Năm 1947, Dougherty kết hôn với Patricia Scoman và họ có ba cô con gái. Năm 1949, ông gia nhập Sở Cảnh sát Los Angeles và làm thám tử. Ông đóng một vai trò trong việc thành lập nhóm SWAT, trở thành sĩ quan đầu tiên từng huấn luyện nhóm này. Ông cũng phá vỡ một âm mưu bắt cóc James Garner.
Dougherty kết hôn với người vợ cuối cùng là Rita Lambert, vào năm 1974. Họ chuyển đến Sabattus, Maine, nơi ông giảng dạy tại Học viện Tư pháp Hình sự và làm ủy viên Quận Androscoggin. Ồn cũng làm việc cho Ủy ban Quyền anh Maine và xuất hiện trong bộ phim tài liệu The Discovery Of Marilyn Monroe, cùng với nam diễn viên Robert Mitchum và người bạn thời trung học Jane Russell.
Dougherty và Russell cũng xuất hiện trên Sally vào năm 1992, cùng với Susan Strasberg. Trong suốt cuộc đời của mình, ông đã phát hành hai cuốn hồi ký, Hạnh phúc bí mật của Marilyn Monroe và To Norma Jeane With Love, Jimmie.
Năm 2003, vợ của Dougherty qua đời. Marilyn's Man , một bộ phim tài liệu về Dougherty, được quay vào năm 2004. Ông qua đời vào ngày 15 tháng 8 năm 2005. Cái chết của ông đã được đưa ra cáo phó độc lập trên một số tờ báo, bao gồm Los Angeles Times, Chicago Tribune và The New York Times.